# Alfabeto lógico
O alfabeto lógico, também chamado de X-stem Logic Alphabet (XLA), constitui um conjunto icônico de símbolos que, sistematicamente, representam dezesseis possíveis funções verdade binárias da lógica. O alfabeto lógico foi desenvolvido por Shea Zellweger. A principal ênfase de seu icônico "alfabeto lógico" é fornecer uma notação mais ergonômica cognitivamente para lógica. O sistema visualmente icônico de Zellweger mais prontamente revela, para principiantes e profissionais, as relações de simetria subjacentes e propriedades geométricas dos dezesseis conectivos binários dentro de álgebra Booleana.

## Funções de verdade
Funções de verdade são funções de sequências de valores de verdade para valores de verdade. Um função de verdade unária, por exemplo, tem um único valor de verdade e mapeia-o para outro valor de verdade. Da mesma forma, uma função de verdade binária de mapeia pares ordenados de valores de verdade para valores de verdade, enquanto um função de verdade ternária mapeia triplas de valores de verdade para verdade de valores, e assim por diante.
No caso unário, há duas entradas possíveis, V e F, e, assim, quatro possíveis funções de verdade unárias: um mapeamento de V para V e F para F, um mapeamento V a F e F para F, um mapeamento de V para V e F a V, e, finalmente, um mapeamento V a F e F a V, este último correspondendo a operação familiar de negação lógica. Na forma de uma tabela, as quatro funções de verdade unárias podem ser representadas da seguinte forma.
| p | p | F | V | ~p |
| - | - | - | - | -- |
| V | V | F | V | F  |
| F | F | F | V | V  |

No caso binário, existem quatro possíveis entradas, viz. (V,V), (V,F), (F,V), e (F,F), assim produzindo dezesseis possíveis funções de verdade binárias. De forma bastante geral, para qualquer número n, existem {\displaystyle 2^{2^{n}}} possíveis funções de verdade n-árias. Dezesseis possíveis funções de verdade binárias estão listadas na tabela abaixo.
| p | q | V | NAND | → | NÃO p | ← | NÃO q | ↔ | NEM | OU | XOR | q | NÃO ← | p | NÃO → | E | F |
| - | - | - | ---- | - | ----- | - | ----- | - | --- | -- | --- | - | ----- | - | ----- | - | - |
| V | V | V | F    | V | F     | V | F     | V | F   | V  | F   | V | F     | V | F     | V | F |
| V | F | V | V    | F | F     | V | V     | F | F   | V  | V   | F | F     | V | V     | F | F |
| F | V | V | V    | V | V     | F | F     | F | F   | V  | V   | V | V     | F | F     | F | F |
| F | F | V | V    | V | V     | V | V     | V | V   | F  | F   | F | F     | F | F     | F | F |

## Conteúdo
O alfabeto lógico de Dr. Zellweger's oferece uma forma visual e sistemática de representação de cada uma das funções de verdade binárias. A ideia por trás do alfabeto lógico é a primeira a representar a dezesseis funções de verdade binárias na forma de uma matriz quadrada, ao invés de incluir mais formatos tabular familiares vistos na tabela acima e, em seguida, atribuir uma forma de letra para cada uma dessas matrizes. Formas de letras são derivadas a partir da distribuição de Vs na matriz. Quando desenhando um símbolo lógico, um passa através de cada quadrado com F atribuídos, ao parar em uma praça com atribuídos V valores. Em exemplos extremos, o símbolo para a tautologia é um X (para em todos os quatro quadrados), enquanto que o símbolo para a contradição é um O (passando por todos os quadrados sem parar). A matriz quadrada correspondente para cada função de verdade binária, bem como o seu correspondente em letra de forma, são apresentados na tabela abaixo. (Consideremos T - TRUE - como V - VERDADE e AND - conjunção - como E).
| Símbolo Convencional | Matriz | Forma do alfabeto lógico |
| -------------------- | ------ | ------------------------ |
| T                    |        |                          |
| NAND                 |        |                          |
| →                    |        |                          |
| NOT p                |        |                          |
| ←                    |        |                          |
| NOT q                |        |                          |
| ↔                    |        |                          |
| NOR                  |        |                          |
| OR                   |        |                          |
| XOR                  |        |                          |
| q                    |        |                          |
| NOT ←                |        |                          |
| p                    |        |                          |
| NOT →                |        |                          |
| AND                  |        |                          |
| F                    |        |                          |

## Significação
O interesse do alfabeto lógico reside na sua estética, simetria e qualidades geométricas. Essas qualidades se combinam para permitir que um indivíduo manipule mais fácil, rápido e visualmente os relacionamentos de tabelas de verdade. Uma operação lógica executada em um conectivo de duas dimensões do alfabeto lógico, com suas qualidades geométricas, produz uma transformação de simetria. Quando uma transformação de simetria ocorre, cada símbolo de entrada, imediatamente muda para o símbolo correto de saída. Por exemplo, refletindo o símbolo para NAND (viz. 'h') através do eixo vertical, produzimos o símbolo para ←, considerando que, refletindo em todo o eixo horizontal produzimos o símbolo para →, e refletindo em ambos os eixos horizontal e vertical, produzimos o símbolo para ∨. Transformações semelhantes de simetria podem ser obtidas por meio de operações sobre os outros símbolos.
De fato, o alfabeto lógico X-stem é derivado de três disciplinas que foram empilhadas e combinadas: (1) a matemática, (2) a lógica, e (3) a semiótica. Isso acontece porque, de acordo com a semiótica "matelógica", os conectivos foram projetados sob na modelo de formas geométricas de letras que servem como réplicas icônicas dos suas tabelas de verdade quadradas correspondentes. A lógica não pode fazer isso sozinha. A lógica é imprensada entre a matemática e semiótica. De fato, Zellweger tem construído estruturas intrigantes que envolvem os símbolos do alfabeto lógico na base destas simetrias ( ). O considerável apelo estético do alfabeto lógico levou a exposições do trabalho de Zellweger no Museum of Jurassic Technology em Los Angeles, entre outros lugares.
O valor do alfabeto lógico reside em seu uso como uma ferramenta pedagógica mais simples e visual do que o sistema tradicional de notação lógica. O alfabeto lógico facilita a introdução aos fundamentos de lógica, especialmente para as crianças, muito antes de estágios de desenvolvimento cognitivo. Pelo sistema de notação lógica, o que está em uso atualmente, está tão profundamente arraigado na cultura dos computadores, a adoção do alfabeto lógico e o valor do campo da lógica em si, neste momento, é questionável. Além disso, os sistemas de dedução natural, por exemplo, geralmente necessitam de introdução e eliminação de regras para cada conectivo, o que significa que a utilização de todos os dezesseis conectivos binários resultaria em um sistema de prova altamente complexo prova. Vários subconjuntos dos dezesseis conectivos binários (por exemplo, {∨,&,→,~}, {∨,~}, {&, ~}, {→,~}) encontram-se funcionalmente completos em que eles são suficientes para definir os conectivos restantes. Na verdade, tanto NAND e NOR são operadores funcionalmente completos, o que significa que os conectivos restantes podem ser definidos apenas em termos de uma delas. No entanto, as formas geométricas de letras bidimensionais do alfabeto lógico, juntamente com o seu grupo de propriedades de simetria podem ajudar a aliviar a curva de aprendizagem para crianças e adultos, alunos, como eles se familiarizam com as inter-relações e operações em todos os 16 conectivos binários. Dar às crianças e aos alunos essa vantagem é um deganho .